# Pedicelo (Aranha)

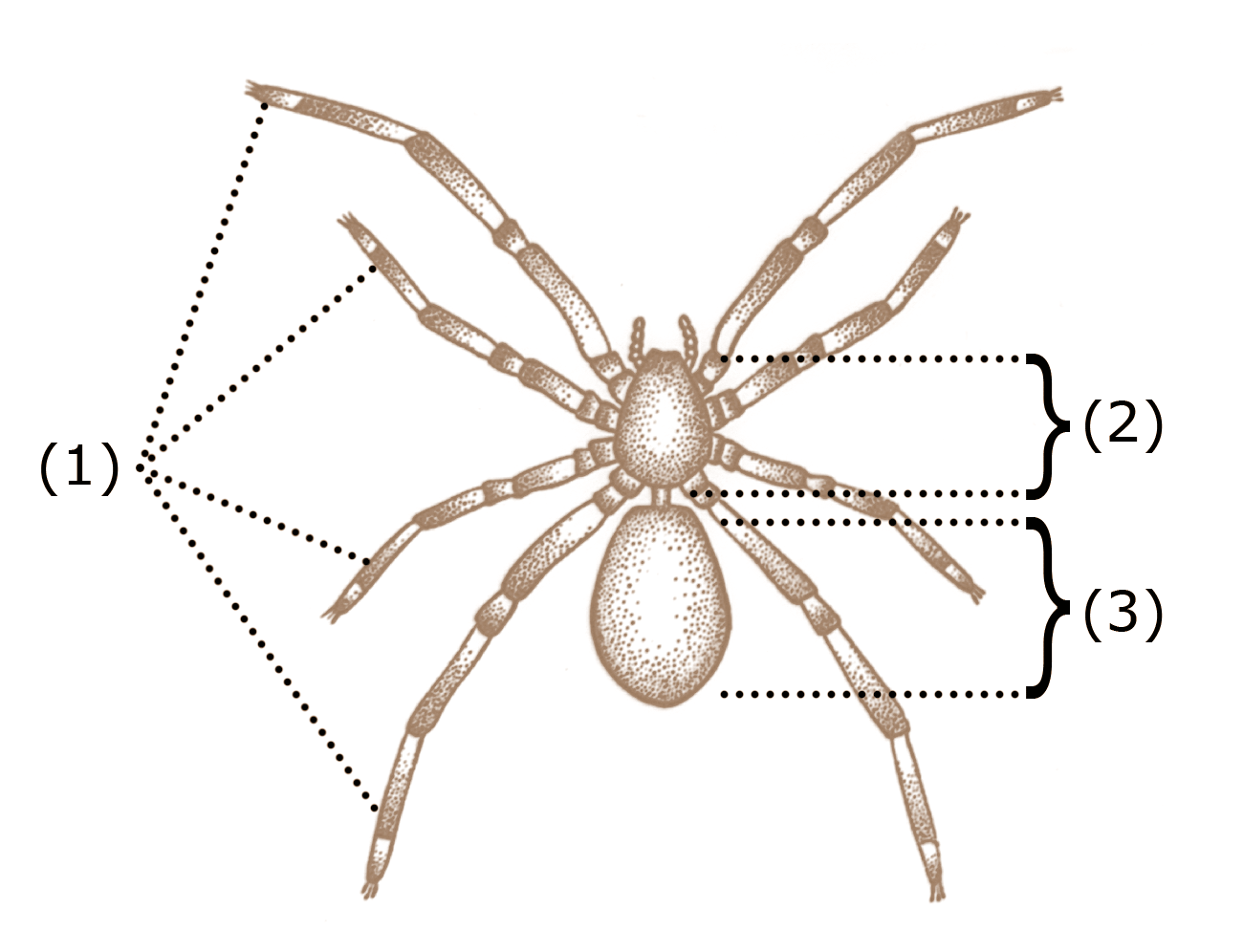
[Anatomia de uma aranha :
(1) quatro pares de pernas
(2) cefalotórax ou prossoma
(3) opistossoma ou abdómen

O pedicelo, na aranha, é um pequeno cilindro, flexível, que une o cefalotórax ou prossoma com o opistossoma ou abdómen.
Isto permite à aranha lançar a sua teia sem precisar mover o cefalotórax.